# Louis Maxson
Louis William Maxson (Herbertville, Califòrnia, 2 de juliol de 1855 – Baltimore, Maryland, 2 de juliol de 1916) va ser un arquer estatunidenc que va competir durant el darrer terç del segle xix i els primers anys del segle xx.
El 1904 va prendre part en els Jocs Olímpics de Saint Louis, on va guanyar la medalla d'or en la prova de la ronda per equips, com a membre de l'equip Potomac Archers del programa de tir amb arc. En les proves de la ronda York i la ronda americana acabà en dotzena posició.
A banda, fou campió estatunidenc de tir amb arc entre 1889 i 1894 i novament el 1898.